# Canton d'Écouen
Le canton d'Écouen est une ancienne division administrative française, située dans le département du Val-d'Oise et la région Île-de-France.

## Composition

### De 1833 à 1967 (Seine-et-Oise)
Communes d'Écouen, Attainville, Baillet, Bouffémont, Bouqueval, Châtenay-en-France, Domont, Ézanville, Fontenay-lès-Louvres, Maffliers, Mareil-en-France, Le Mesnil-Aubry, Moisselles, Montsoult, Piscop, Le Plessis-Gassot, Puiseux-lès-Louvres, Saint-Brice, Sarcelles, Villaines, Villiers-le-Bel et Villiers-le-Sec.

### De 1967 à 2015 (Val-d'Oise)
Le canton d'Écouen comprenait six communes jusqu'en mars 2015 :
| Nom                    | Code Insee | Intercommunalité         | Superficie (km2) | Population (dernière pop. légale) | Densité (hab./km2) |
| ---------------------- | ---------- | ------------------------ | ---------------- | --------------------------------- | ------------------ |
| Écouen (chef-lieu)     | 95205      | CA Roissy Pays de France | 7,59             | 7 230 (2014)                      | 953                |
| Ézanville              | 95229      | CA Plaine Vallée         | 5,19             | 9 561 (2014)                      | 1 842              |
| Le Mesnil-Aubry        | 95395      | CA Roissy Pays de France | 6,64             | 927 (2014)                        | 140                |
| Le Plessis-Gassot      | 95492      | CA Roissy Pays de France | 4,10             | 70 (2014)                         | 17                 |
| Piscop                 | 95489      | CA Plaine Vallée         | 4,08             | 726 (2014)                        | 178                |
| Saint-Brice-sous-Forêt | 95539      | CA Plaine Vallée         | 6,00             | 14 795 (2014)                     | 2 466              |

## Histoire
- De 1833 à 1848, les cantons d'Écouen et de Montmorency avaient le même conseiller général. Le nombre de conseillers généraux était limité à 30 par département[1].

## Représentation

### Conseillers généraux de 1833 à 2015
| Période                         | Identité                                | Parti          | Qualité |
| ------------------------------- | --------------------------------------- | -------------- | --- |
|                                 |                                         |                | |
| 1833-1845                       | Comte Mathieu Molé                      | Orléaniste     | Pair de France Président du Conseil des Ministres (1836-1839, 1848) Propriétaire à Champlâtreux                |
| 1845-1848                       | Théodore Davillier (1799-1868)          |                | Banquier, maire de Soisy-sous-Enghien, conseiller d'arrondissement du canton de Montmorency                    |
| 1848-1852                       | Jean-Baptiste Bouchon                   |                | Propriétaire, maire de Piscop                                                                                  |
| 1852-1870                       | Edme Lechat (1800-1885)                 |                | Notaire à Villiers-le-Bel                                                                                      |
| 1870-1883 (décès)               | Victor Philippe Vallée (1822-1883)      | Républicain    | Rentier Maire de Bouffémont                                                                                    |
| 1883-1919                       | Baron Louis Ernest Brincard (1842-1920) | Conservateur   | Diplomate - Maire puis conseiller municipal de Domont Propriétaire avenue de l'Alma à Paris Député (1889-1898) |
| 1919-1931 (décès)               | Jules Auguste Tifaine (1873-1931)       | Radical-RG     | Employé au secrétariat de la mairie de Pontoise                                                                |
| 1931-1937                       | Aimé Monmirel                           |                | Cultivateur à Théméricourt Président de la Confédération Générale des planteurs de betteraves                  |
| 1937-1940 (déchu de son mandat) | Alexis Varagne (1895-1944)              | PC-SFIC        | Cheminot Conseiller municipal de Villiers-le-Bel, révoqué en 1940 (décret Daladier)                            |
|                                 |                                         |                | |
| 1943-1945                       | Georges Caillot                         |                | Maire d'Écouen (1935-1944) Nommé conseiller départemental en 1943                                              |
|                                 |                                         |                | |
| 1945-1949                       | Henri Meyer                             | SFIO           | Maire de Sarcelles (1939-1953)                                                                                 |
| 1949-1953 (démission)           | Félix Garas                             | RPF            | Directeur de l'hebdomadaire Carrefour                                                                          |
| 1953-1961                       | Henri Coquelle                          | DVD puis UNR   | Maire de Montsoult                                                                                             |
| 1961-1973                       | Michel Mecheri                          | UDR            | Maire d'Écouen (1965-1977)                                                                                     |
| 1973-1998                       | Maurice Gigoi                           | RI puis UDF-PR | Inspecteur des impôts Maire d'Ézanville (1965-2001)                                                            |
| 1998-2004                       | Marie-Marthe Jesslen                    | PS             | Avocat Conseillère municipale d'Écouen jusqu'en 2014                                                           |
| 2004-2015                       | Philippe Demaret                        | PS             | Journaliste sportif Conseiller municipal d'Ézanville Vice-président du conseil général                         |

### Conseillers d'arrondissement (de 1833 à 1940)
Le canton d'Ecouen appartenait à l'arrondissement de Pontoise.
| Période                                  | Période      | Identité                         | Étiquette   | Qualité |
| ---------------------------------------- | ------------ | -------------------------------- | ----------- | --- |
| 1833                                     | 1848         | Henri Sainte-Beuve               |             | Cultivateur, maire d'Attainville (1831-1834 et 1845-1856)                                                   |
|                                          |              |                                  |             | |
| 1852                                     | 1861         | M. Chartier                      |             | Maire du Plessis-Gassot                                                                                     |
| 1861                                     | 1867         | Joachim Tallien Lasserre         |             | Maire de Sarcelles                                                                                          |
| 1867                                     | 1871 (décès) | Amand Thibault (1815-1871)       |             | Propriétaire cultivateur, maire du Mesnil-Aubry                                                             |
| 1871                                     | 1880         | Louis Reine                      |             | Notaire, maire d'Écouen                                                                                     |
| 1880                                     | 1886         | Frédéric Aylé (1832-1904)        |             | Fabricant de broderies, ancien conseiller municipal de Sarcelles, propriétaire rue de l'Échiquier à Paris   |
| 1886                                     | 1892         | André Félix Gallier              |             | Rentier, conseiller municipal de Sarcelles                                                                  |
| 1892                                     | 1895 (décès) | Joseph Victor Gouffé (1827-1895) |             | Maire de Villiers-le-Bel                                                                                    |
| 1895                                     | 1910         | Arthur Quériot (1853-1917)       | Républicain | Notaire, maire d'Écouen (1895-1917)                                                                         |
| 1910                                     | 1919         | Gustave Delsarte                 |             | Propriétaire, conseiller municipal de Sarcelles (maire de 1904 à 1908)                                      |
| 1919                                     | 1934         | Adrien Eck                       | URD         | Représentant de commerce, propriétaire à Ézanville                                                          |
| 1934                                     | 1940         | François Guerbigny               | Rad.ind.    | Adjoint puis maire de Villiers-le-Bel                                                                       |
| 1940                                     |              |                                  |             | Les conseils d'arrondissement ont été suspendus par la loi du 12 octobre 1940 et n'ont jamais été réactivés |
| Les données manquantes sont à compléter. |              |                                  |             | |

## Démographie
| 1968   | 1975   | 1982   | 1990   | 1999   | 2006   | 2011   | 2012   |
| ------ | ------ | ------ | ------ | ------ | ------ | ------ | ------ |
| 14 302 | 20 013 | 22 902 | 27 097 | 29 912 | 31 715 | 32 627 | 32 617 |